# Job van de Walle
Job van de Walle (Heerlen, 26 mei 1997) is een Nederlands voetballer die als doelman speelt.

## Carrière
Job van de Walle speelde in de jeugdteams van SVN Landgraaf, RKVV Wijnandia en Fortuna Sittard. Sinds 2016 maakt hij deel uit van de selectie van Fortuna Sittard. Hij debuteerde in het betaald voetbal op 3 november 2017, in de met 4-0 gewonnen thuiswedstrijd tegen FC Oss. Hij kwam in de 89e minuut in het veld voor Miguel Santos. Met de club promoveerde hij in het seizoen 2017/18 naar de Eredivisie. Begin september 2018 werd hij voor twee seizoenen verhuurd aan RKSV Groene Ster dat uitkomt in de Zondag Hoofdklasse B. Na het einde van zijn verhuurperiode vertrok hij naar RKVV Sportclub '25.

### Statistieken
| Seizoen                        | Club            | Land           | Competitie     | Competitie | Competitie | Beker | Beker | Totaal | Totaal |
| Seizoen                        | Club            | Land           | Competitie     | Wed.       | Dlp.       | Wed.  | Dlp.  | Wed.   | Dlp.   |
| ------------------------------ | --------------- | -------------- | -------------- | ---------- | ---------- | ----- | ----- | ------ | ------ |
| 2016/17                        | Fortuna Sittard | Nederland      | Eerste divisie | 0          | 0          | 0     | 0     | 0      | 0      |
| 2017/18                        | Fortuna Sittard | Nederland      | Eerste divisie | 1          | 0          | 0     | 0     | 1      | 0      |
| Carrièretotaal                 | Carrièretotaal  | Carrièretotaal | Carrièretotaal | 1          | 0          | 0     | 0     | 1      | 0      |
| Bijgewerkt op 5 september 2018 |                 |                |                |            |            |       |       |        |        |